# Gajusz Fabrycjusz Luscynus

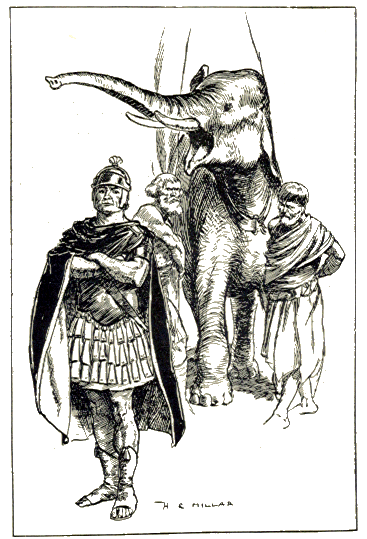
Fabrycjusz obok słonia

Gaius Fabricius Luscinus (ur. IV wiek p.n.e., zm. po 275 p.n.e.) – rzymski polityk z początku III wieku p.n.e., cenzor i dwukrotny konsul. Był często wzmiankowany przez pisarzy antycznych jako wzór cnót obywatelskich.
W 284 p.n.e. został wysłany do miast sprzymierzonych z Rzymem, by zapobiec ich dołączeniu do sojuszu z Tarentem. Misja nie udała się i Fabrycjusz został uwięziony. W 282 p.n.e. został wybrany konsulem razem z Kwintusem Emiliuszem Papusem. Podczas sprawowania przez Fabrycjusza urzędu konsula odniósł zwycięstwa nad Samnitami, Lukanami i Brucjami. Po tych zwycięstwach celebrował triumf. W tym samym roku został wysłany jako poseł do Pyrrusa w celu wykupienia jeńców rzymskich. Pyrrus próbował go przekupić, lecz Fabrycjusz odmówił. Ujęty tym Pyrrus wypuścił jeńców bez zapłaty.
W 278 p.n.e. Fabrycjusz został wybrany po raz drugi na urząd konsula (drugim konsulem został, podobnie jak w 282 p.n.e., Kwintus Emiliusz). W tym samym roku do Gajusza przybył zbieg, który proponował otrucie króla Epiru. Fabrycjusz odesłał go Pyrrusowi.
W 275 p.n.e. został wybrany cenzorem. Podczas sprawowania przez niego tego urzędu zwalczał zamiłowanie do zbytku, usuwając z listy senatorów Publiusza Korneliusza Rufinusa, konsula w 290 p.n.e. za posiadanie przez niego dziesięciu miar wagi srebrnych wyrobów.